# Xian de Tonglu
Le xian de Tonglu (桐庐县 ; pinyin : Tónglú Xiàn) est un district administratif de la province du Zhejiang en Chine. Il est placé sous la juridiction administrative de la ville sous-provinciale de Hangzhou.

## Démographie
La population du district était de 394 149 habitants en 1999.